# Friedrich Agatz
Friedrich Agatz (* 23. November 1887 in Hannover; † 20. Juli 1976 in Wesel) war ein deutscher Bauingenieur und Präsident der Reichspostdirektion Saarbrücken.

## Leben
Friedrich Agatz absolvierte ein Studium im Fach Hochbau, legte am 5. April 1915 die Staatsprüfung ab und war als Regierungsbauführer tätig, bevor er im Oktober 1919 die Prüfung zum Regierungsbaumeister (Hochbau) bestand. Von 1920 an bei der Deutschen Reichspost beschäftigt, wurde er 1923 zum Postbaurat und 1937 zum Oberpostbaurat befördert. 
Zum Jahresbeginn 1942 wurde Agatz mit der Wahrnehmung der Geschäfte des Präsidenten der Reichspostdirektion Speyer beauftragt. Dieses Amt hatte er bis zu seinem Wechsel am 1. März 1943 als Präsident der Reichspostdirektion Saarbrücken inne. 
Am 21. Februar 1945 wurde Agatz mit dem Ritterkreuz des Kriegsverdienstkreuzes mit Schwertern ausgezeichnet. Im März 1945 floh er vor den einrückenden amerikanischen Besatzungstruppen mit unbekanntem Ziel. Über seinen weiteren Lebensweg gibt die Quellenlage keine Aufschlüsse. Belegt ist, dass er von 1952 an in Ringenberg als Oberpostpräsident a. D. zusammen mit seiner Frau Hilde geb. Bovenkerck (* 1899 in Ringenberg) gewohnt hat.